# 村上英樹
村上 英樹（むらかみ ひでき、1964年9月29日 - 2015年9月23日）は、日本の交通経済学者。神戸大学大学院経営学研究科教授。博士（商学）。研究分野は、国際交通（航空経済、特にLCC）、国際物流 。

## 略歴
- 1983年 - 三田学園高等学校卒業
- 1985年 - 防衛大学校31期国際関係専攻中退
- 1990年 - 神戸大学経営学部商学科卒業
- 1992年 - 神戸大学大学院経営学研究科博士課程前期課程修了、同後期課程退学
- 1992年 - 神戸大学経営学部助手
- 1995年 - 神戸大学経営学部助教授
- 1999年 - 神戸大学大学院経営学研究科助教授
- 2012年 - 神戸大学大学院経営学研究科教授

### その他の職歴
- 1994-96年： 経済企画庁経済研究所客員研究員（規制緩和ユニット）
- 1996-98年： カナダ・ブリティッシュコロンビア大学客員研究員（Sauderビジネススクール）
- 2007年： シンガポール国立大学教養学部経済学科客員准教授

## 著書
- Murakami,H. and A. Yanagida (2014),“Impacts of East－Japan’s Disaster on Production of a small-medium Cardboard Manufacturer in Fukushima,” in Shaw, R. ed., Tohoku Recovery: Challenges, Potentials, and Future, Springer, ch.13, pp.181-193. ISBN 978-4-431-55136-2

## 受賞歴
- 2013年8月 - ICASL2013 Best Paper Prize（受賞対象：Dynamics of product lifecycle and sea/air modal choice: Japan’s evidence of import and export）、授与機関：Asian Journal of Shipping and Logistics
- 2012年8月 - 日本海運経済学会・韓国海運物流学会国際交流賞（受賞対象："An empirical analysis of the effect of multimarket contacts on US air carriers’pricing behaviors," Singapore Economic Review,56(4), pp.593-600.）、授与機関：日本海運経済学会・韓国海運物流学会
- 2011年10月 - 受賞名称：日本海運経済学会論文賞（受賞対象：Time effect of low-cost carrier entry and social welfare in US large air markets）、授与機関：日本海運経済学会
- 2008年10月 - STX PRIZE（受賞対象：Market Performance of Low-cost Entry in Airline Industry: A Case of Two Major Japanese Markets）、授与機関：STX Scholarship Foundation, Korean Association of Shipping and Logistics
- 2006年11月 - 日本交通学会賞（受賞対象：低費用航空会社参入の経済効果と時間効果の計測：米国3社寡占市場のケース）、授与機関：日本交通学会
- 2003年10月 - 日本海運経済学会賞/An Economic Analysis of Airline Alliance（受賞対象：航空アライアンス：経済学からの視点）、授与機関：日本海運経済学会
- 2002年9月 - 受賞名称：日本海運経済学会・韓国海運学会交流ベストペーパー賞（現、国際交流賞）（受賞対象：An Economic Analysis of Duopolistic Competition Between Gulliver and Dwarf Airlines: The Case of Japanese Domestic Air Markets）、授与機関：日本海運経済学会・韓国海運学会